# Gilsoft
Gilsoft, brittisk datorspelsutvecklare grundad i början på 1980-talet. Företaget är kanske mest känt för The Quill; ett verktyg för att kunna skapa äventyrsspel utan att behöva programmera.

## Produktion
- 1983
  - Denis Through the Drinking Glass
  - Devil's Island
  - Diamond Trail
  - Magic Castle
  - Spy-Plane
  - The Quill
  - Time-Line
- 1984 
  - Africa Gardens
  - The Adventures of Barsak the Dwarf
  - The Mindbender
- 1985
  - Crystal Frog
  - Madcap Manor
  - The Hollow
- 1986 
  - Professional Adventure Writer (PAW)
  - The Moreby Jewels
  - The Ticket
- 1987 
  - Escape to Eskelos
- The Illustrator (tillägg till The Quill)